# Мартиросян, Герасим Арамаисович
Герасим Арамаисович Мартиросян — советский хозяйственный, государственный и политический деятель.

## Биография
Родился в 1926 году. Член КПСС.
С 1942 года — на хозяйственной, общественной и политической работе. В 1942—1990 гг. — ученик токаря, токарь на железной дороге, инженер, старший инженер движения, заместитель начальника, начальник Воркутинского отделения железной дороги, первый секретарь Воркутинского горкома КПСС, инспектор ЦК КПСС, первый заместитель председателя Совета Министров Армянской ССР, председатель Комитета народного контроля Армянской ССР.
Избирался депутатом Верховного Совета СССР 7-го и 9-го созывов, Верховного Совета Армянской ССР 10-го и 11-го созывов.
Почётный гражданин Воркуты.
Делегат XXIV съезда КПСС.
Умер в 1993 году.